# Nooit Gedacht (Afferden)
Nooit Gedacht is een korenmolen aan 't Rimpelt 20 in Afferden (gemeente Bergen). De ronde bakstenen beltmolen uit 1958 staat op een natuurlijke molenberg en lijkt het meest op een grondzeiler met een invaart onder de molen.
De molen verving een molen uit 1886, die aan het einde van de Tweede Wereldoorlog was opgeblazen. Voor de onderdelen werd de Sint-Josephmolen gekocht, de windmolen van de Limburgse Land- en Tuinbouw Bond in Venray-Heide. Deze coöperatieve molen was in 1904 gebouwd en door mechanisatie overbodig geworden. Op zijn beurt waren de onderdelen in deze molen weer afkomstig van de in 1905 onttakelde Gasthuismolen in Tiel.
Tot in de jaren zestig van de twintigste eeuw heeft de Nooit Gedacht gemalen. In 1977 werd hij verkocht aan een ondernemer wiens zoon de molen in zijn oude staat wilde herstellen. In 1986, voordat het werk voltooid was, verkocht hij de molen echter door aan de molenmaker Harrie Beijk. Anno 2020 wordt de molen geëxploiteerd voor verblijfshoreca.